# Milan Fretin
Milan Fretin (Genk, 19 marzo 2001) è un ciclista su strada e pistard belga che corre per il team Cofidis. Professionista dal 2022, ha vinto una tappa alla Quattro Giorni di Dunkerque 2024.

## Palmarès

### Strada
- 2021 (Lotto Soudal U23)

4ª tappa Ronde van Oost-Vlaanderen (Haasdonk > Haasdonk)
Oudenburg
- 2023 (Team Flanders-Baloise, una vittoria)

SD WORX BW Classic
- 2024 (Cofidis, due vittorie)

1ª tappa Quattro Giorni di Dunkerque (Dunkerque > Le Touquet)
2ª tappa Tour du Poitou-Charentes (Gensac-la-Pallue > Niort)
- 2025 (Cofidis, tre vittorie)

Clásica de Almería
4ª tappa Volta ao Algarve (Albufeira > Faro)
Ronde van Limburg

### Pista
- 2018 (Juniores)

Campionati europei, Corsa a eliminazione Junior
Campionati belgi, Keirin Junior
Campionati belgi, Americana Junior (con Arno Waeyaert)

## Piazzamenti

### Grandi Giri
- Giro d'Italia

2025: non partito (16ª tappa)

### Classiche monumento
- Parigi-Roubaix

2023: 118º
2024: fuori tempo

### Competizioni mondiali
- Campionati del mondo su pista

Aigle 2018 - Inseguimento a squadre Junior: 8º
Aigle 2018 - Americana Junior: 8º
Francoforte sull'Oder 2019 - Omnium Junior: 9º

### Competizioni continentali
- Campionati europei su pista

Aigle 2018 - Inseguimento a squadre Junior: 4º
Aigle 2018 - Corsa a eliminazione Junior: vincitore
Gand 2019 - Inseguimento a squadre Junior: 7º
Gand 2019 - Corsa a eliminazione Junior: 8º
Gand 2019 - Omnium Junior: 15º
Fiorenzuola d'Arda 2020 - Inseguimento a squadre Under-23: 5º
- Campionati europei su strada

Alkmaar 2019 - In linea Junior: 14º